# Gustave Flourens
Pour les articles homonymes, voir Flourens.
Gustave Flourens, né le 4 août 1838 à Paris et mort le 3 avril 1871 à Rueil-Malmaison (Hauts-de-Seine), est un universitaire, publiciste, militaire et homme politique français. 
Républicain et libre-penseur, il est un des chefs de l'opposition durant la deuxième décennie du Second Empire. Ayant rejoint la Commune de Paris en qualité de général, sa mort par les soldats versaillais le 3 avril 1871 est restée célèbre.  

## Biographie

### Famille et formation
Gustave Flourens naît le 4 août 1838 à Paris. Il est le fils de Pierre Flourens (1794-1867), médecin et biologiste originaire de Maureilhan, dans l'Hérault, professeur au Collège de France et au Muséum d'histoire naturelle, et d'Aline (1807-1879), fille du général et baron de l'Empire Gabriel-Joseph Clément d'Aërzen. Deux autres enfants naissent de cette union, Émile, futur député et ministre des affaires étrangères de la Troisième République, en 1841, et Abel, en 1845.

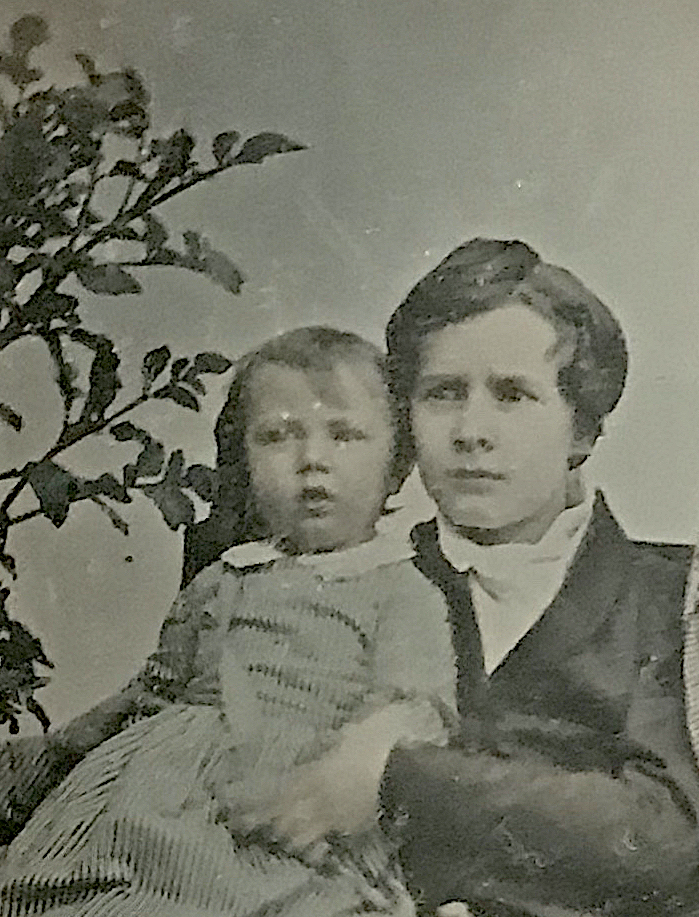
Gustave Flourens adolescent, avec son plus jeune frère Pierre Abel, daguerréotype par Derussy, vers 1849.

Son père embrasse une brillante carrière politique : élu député de l'Hérault en 1837, il devient pair de France en 1846 avant de siéger au conseil municipal de Paris et au conseil général de la Seine de 1858 à 1871, tout en poursuivant sa carrière scientifique. Secrétaire perpétuel de l'Académie des sciences, membre de l'Académie française, il est également Grand officier de la Légion d'honneur. Pierre Flourens délivre une éducation autoritaire, sévère et patriarcale à ses enfants.

### Débuts dans le professorat
Professeur au Collège de France à 25 ans en 1863, il est chargé de traiter l’Histoire des races humaines où ses opinions antireligieuses et antibonapartistes le font interdire de cours après une année d'exercice. Il publie alors ses leçons sous le titre d’Histoire de l'Homme. Il y aspire alors à l'instauration d'une République universelle, qu'il voit comme la composante d'une lutte millénaire entre la culture aryenne, athée, et la culture sémitique, mystique. Il enseigne notamment que la supériorité physique, intellectuelle et morale des Aryens blonds aux yeux bleus les destine à dominer ou à déplacer les peuples inférieurs noirs, bruns et jaunes.

### Entrée en politique
En exil en Belgique en 1865, il rejoint les partisans des minorités agissantes, proches du courant blanquiste , puis installé à Constantinople et Athènes, il prend fait et cause pour les Crétois insurgés contre l'Empire ottoman et sollicite en leur faveur les gens d'opinion avancée dans toute l'Europe dont Victor Hugo, l'ancien concurrent malheureux de son père à l'Académie française. En 1866, il participe à l'insurrection crétoise avec le grade de capitaine. Il est nommé ambassadeur de Crète auprès du gouvernement grec qui, cédant aux pressions du gouvernement français, l'expulse vers la France.
Opposant politique au Second Empire et alors propagandiste des théories socialistes, il est emprisonné pendant trois mois en 1869. Il devient chroniqueur militaire du journal La Marseillaise d'Henri Rochefort, et se bat en duel contre Paul de Cassagnac, qui le blesse au ventre. Accusé de prendre part dans une tentative de complot contre Napoléon III, il est en détention provisoire avec son ami Maurice Garreau en janvier 1870,. Après l'arrestation de Rochefort en février 1870, il s'enfuit en Hollande puis en Angleterre, où il devient un familier de Karl Marx. En août 1870, la haute-Cour siégeant à Blois le condamne à six ans de prison par contumace.
Franc-maçon et membre de sociétés de libre pensée depuis 1865, il participe de leur activité depuis son exil, écrivant dans La Libre Pensée du 12 mai 1870: « L'ennemi c'est Dieu. Le commencement de la sagesse c'est la haine de Dieu […], cet épouvantable mensonge qui, depuis six mille ans, énerve, abrutit, asservit la pauvre Humanité ».

### La Commune de Paris
Il rentre en France après la proclamation de la République le 4 septembre 1870, il est élu chef d'un bataillon de la Garde nationale de Belleville et est l'un des organisateurs du soulèvement du 31 octobre 1870 contre la politique jugée trop tiède du gouvernement de la Défense nationale et en faveur de l'élection d'une Commune à Paris. Emprisonné, il est libéré par des hommes de la Garde nationale commandés par son ami Amilcare Cipriani dans la nuit du 21 au 22 janvier 1871. Caché dans Paris, il écrit un ouvrage sur la situation politique de la France depuis l'été 1870, Paris Livré, qui paraît le 3 avril 1871. Il participe au soulèvement des Parisiens le 18 mars 1871 et est élu à la Commune par le 19e arrondissement, nommé général et chargé de la défense du Paris révolutionnaire. Partisan de la désastreuse offensive des communards contre Versailles, il est sabré mortellement le 3 avril 1871 à Rueil, alors qu'il était désarmé, par le capitaine de gendarmerie Jean-Marc-Noël Démaret, futur juge de paix à La Garnache en Vendée et protégé du comte de Baudry d'Asson.
Premier mort parmi les membres de la Commune, il est inhumé auprès de son père au cimetière du Père-Lachaise à Paris dans la 66e division et sa tombe devient, au cours des années suivantes, le premier lieu de rassemblement pour commémorer la révolution parisienne vaincue.
Une unité militaire de la Commune fut baptisée en son honneur les « Vengeurs de Flourens ».
William Butcher, vernien américain, suggère que le personnage du Captaine Nemo, de par ses idées et ses actes en Crète, est inspiré de Gustave Flourens. Malgré les transformations éditoriales de Hetzel, Leonidas Kallivretakis conteste en partie ce point de vue.

## Hommages

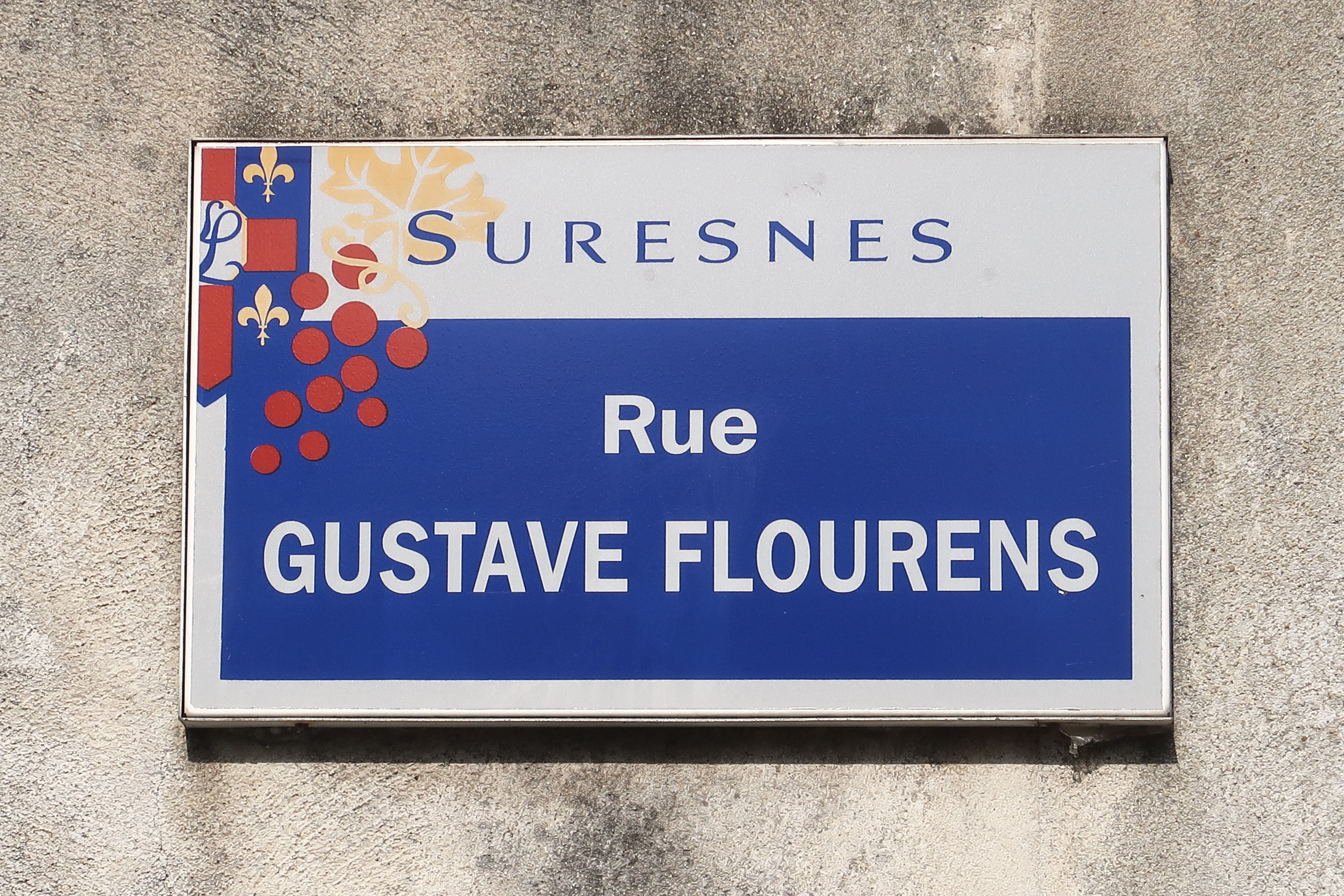
Plaque de rue à Suresnes.

Des rues portent son nom à La Rochelle (Charente-Maritime), au Mans (Sarthe), à Suresnes (Hauts-de-Seine), à Nanterre (Hauts-de-Seine), à Vierzon (Cher) et à Evry-Courcouronnes (Essonne).

### Notices biographiques
- Paul Delion, Les membres de la Commune et du Comité central, Paris, A. Lemerre éditeur, août 1871, 446 p. (lire en ligne sur Gallica), p. 324-330
- Bernard Noël, Dictionnaire de la Commune, Coaraze, L'Amourier éditions, coll. « Bio », avril 2021 (1re éd. 1971), 799 p. (ISBN 978-2-36418-060-4, ISSN 2259-6976, présentation en ligne), p. 370-372
- « Notice Flourens Gustave, Paul », sur maitron.fr, Le Maitron, dictionnaire bibliographique du mouvement ouvrier et du mouvement social, Association Les Amis du Maitron (consulté le 9 août 2021)